# Hyperolius nimbae
Hyperolius nimbae är en groddjursart som beskrevs av Laurent 1958. Hyperolius nimbae ingår i släktet Hyperolius och familjen gräsgrodor. IUCN kategoriserar arten globalt som starkt hotad. Inga underarter finns listade i Catalogue of Life.